# جافری براتیون
جافری براتیون (انگلیسی: Joffrey Baratheon) یک شخصیت خیالی در مجموعه داستان‌های خیالی-حماسی ترانه یخ و آتش اثر نویسندهٔ آمریکایی جرج آر. آر. مارتین و اقتباس تلویزیونی آن بازی تاج‌وتخت است.
این شخصیت نخستین بار در رمان بازی تاج‌وتخت (۱۹۹۶) معرفی می‌شود و بعدها در نبرد پادشاهان (۱۹۹۸) و طوفان شمشیرها (۲۰۰۰) هم حضور می‌یابد.
نقش این شخصیت خیالی را در مجموعهٔ تلویزیونی بازی تاج‌وتخت که محصول اچ‌بی‌او است، بازیگر ایرلندیجک_گلیسون ایفا می‌کنند.

## ویژگی‌های شخصیتی
جافری فرزند ارشد سرسی لنیستر است و در آغاز رمان بازی تاج‌وتخت، ۱۲ سال سن دارد. پدر واقعی او، دایی‌اش جیمی لنیستر است که برادر همزادِ مادرش است؛ در نتیجه همچون برادر و خواهرش تامن براتیون و میرسلا براتیون، جافری نیز حاصل زنا با محارم است. اما خودش و مردم عادی تصور می‌کنند که پدر او رابرت براتیون است که پس از غلبه بر پادشاه دیوانه «اِیریس تایگرین دوم»، بر تخت نشست و در یک ازدواج سیاسی، با سرسی لنیستر پیوند زندگی مشترک بستند.
او همان نگاهِ خاص مادرش را داراست که جزئی از خصوصیات سنتی خاندان لنیستر است. موهایش بلوند و چشمانش سبز است و بنا به عقیدهٔ بسیاری از مردم، خوش‌سیماست. جافری یک دگرآزارِ فاقد مسئولیت اخلاقی است که سنگدلی‌اش را در پشت لایهٔ ظریفی از جذبه و وقار، پنهان ساخته‌است. بهترین تجلی این توصیف زمانی دیده می‌شود که نامزد سابقش، او را آزرده‌خاطر می‌کند: جافری اعلام می‌کند که از مادرش آموخته‌است که هرگز نباید زنان را زد؛ در نتیجه از یکی از شوالیه‌های سپاه خود می‌خواهد که او را کتک بزند. وی از اینکه مردم را وادار کند تا سرحد مرگ با یکدیگر بجنگند، لذت می‌برد و اطرافیانش را بابت خطاهای کوچک، موردِ تنبیه‌های سخت قرار می‌دهد. جافری هیچگونه حس مسئولیت‌پذیری ندارد و هر شکست یا مشکلی را به گردن دیگران می‌اندازد. او بر روی خودش کنترل ندارد و در بسیاری از موارد به اعضای خانواده یا هم‌پیمانانش توهین می‌کند. جافری یکی از معدود شخصیت‌های این مجموعه داستان‌هاست که هیچگونه خصوصیت دلپذیر و مثبت اخلاقی-شخصیتی ندارد.
شخصیت جافری براتیون و کارهایی که انجام می‌دهد، بیشتر از نگاهِ دیگران و از جمله تیریون لنیستر و سانسا استارک مشاهده یا توصیف می‌شود و در رمان اصلی، یک شخصیتِ فرعی و پشت‌صحنه است.